# شراب القطر
شراب كثيف يضاف إلى عدد كبير من الحلويات كالقطايف، الكنافة، زنود الست، المعكرون وغيرها. يحضّر من السكر، عصير الليمون الحامض، ماء الزهر، ماء الورد والماء. يطهى على النار ثمّ يترك ليبرد قبل التقديم.
تحتوي حصّة القَطر (60 غ تقريباً) على المعلومات الغذائية التالية:
- السعرات الحرارية: 162
- الدهون: 0
- الدهون المشبعة: 0
- الكوليسترول: 0
- الكاربوهيدرات: 42
- البروتينات: 0